# Reigoldswil
Reigoldswil (gsw. Reigetschwyl) – gmina (niem. Einwohnergemeinde) w północnej Szwajcarii, w kantonie Bazylea-Okręg, w okręgu Waldenburg. 31 grudnia 2020 roku liczyła 1 585 mieszkańców. Przez teren gminy przebiega droga główna nr 272.   

## Współpraca
Miejscowości partnerskie:
- Bad Bellingen, Niemcy
- Petit-Landau, Francja